# Hypochaeris tenuiflora
Hypochaeris tenuiflora ist eine Pflanzenart aus der Gattung Hypochaeris in der Familie der Korbblütler (Asteraceae).

## Merkmale
Hypochaeris tenuiflora ist ein ausdauernder Rosetten-Hemikryptophyt, der Wuchshöhen von 2 bis 9 Zentimetern erreicht. Der Stängel ist annähernd kahl und weist mehrere tragblattartige Schuppen auf. Die Blätter befinden sich alle in der Rosette. Sie sind 15 bis 100 Millimeter lang, lineal bis spatelig und ganzrandig bis fiederlappig. Die Körbchen haben einen Durchmesser von 5 bis 9 Millimetern. Die Früchte sind 3,5 bis 6,5 Millimeter lang und kurz geschnäbelt. Die Pappushaare sind 4 bis 4,5 Millimeter lang.
Die Blütezeit reicht von Juni bis August.
Die Chromosomenzahl beträgt 2n = 6.

## Vorkommen
Hypochaeris tenuiflora ist auf Kreta endemisch vor. Die Art wächst in Igelpolsterheide, Felsen, Schutt und Dolinen in den Lefka Ori und im Dikti-Gebirge in Höhenlagen von 1500 bis 2400 Metern.

## Belege
1. 1 2 3 4  Ralf Jahn, Peter Schönfelder: Exkursionsflora für Kreta. Mit Beiträgen von Alfred Mayer und Martin Scheuerer. Eugen Ulmer, Stuttgart (Hohenheim) 1995, ISBN 3-8001-3478-0, S. 334.
2. ↑   Tropicos.